# Moravská Harta
Moravská Harta (německy Mährisch Hartau) je osada rozkládající se na moravské straně historické zemské hranice Moravy a Slezska podél silnice I/46 v těsném sousedství Slezské Harty, jejíž katastr tvoří klín, směřující do moravského území.

## Historický přehled

### Od založení do roku 1938
Moravská Harta vznikla v 18. století a byla od počátku v rámci Moravského markrabství součástí katastru bývalé obce Medlice, v jejímž rámci měla status osady (s použitím moderní terminologie se jednalo o samostatnou část obce, tedy sídlo se samostatným číslováním domů). Obec Medlice byla dále v rámci Moravy součástí Olomouckého kraje. Do roku 1921 nesla Moravská Harta názvy Hartice či Harta, poté získala moderní název. Do roku 1909 náležely Medlice s Moravskou Hartou v rámci Moravského markrabství k politickému okresu Šternberk a v jeho rámci k soudnímu okresu Dvorce, poté byly začleněny do nově vytvořeného politického okresu Moravský Beroun, aniž by se změnila soudní příslušnost. Byly zde dva vodní mlýny: Kamenný (Steinmühle) a Kunčický (Kunzendorfer Mühle). Již na indikační skice k. ú. Medlice z roku 1834 je vidět celý zdejší úsek silnice I/46. V roce 1900 měla Moravská Harta 9 domů, (z toho dva výše zmíněné mlýny) a žilo zde 76 obyvatel vesměs německé národnosti. V roce 1921 měla 11 domů (z toho dva výše zmíněné mlýny) a žilo zde 50 obyvatel vesměs německé národnosti. K 1. prosinci 1928 se Medlice s Moravskou Hartou staly s celou Moravou součástí země Moravskoslezské, aniž by došlo ke změně politického a soudního okresu. Roku 1930 měla Moravská Harta i nadále 11 domů a žilo zde 47 obyvatel, z nichž téměř všichni patřili k německé národnosti a pouze jeden patřil k tehdy prosazované československé národnosti.

### Od Mnichovské dohody do konce druhé světové války
Po Mnichovské dohodě byly Medlice s Moravskou Hartou začleněny do nacistického Německa, v jehož rámci byly z počátku součástí Sudetoněmeckých území. K 15. dubnu 1939 se pak staly součástí Říšské župy Sudety, v jejímž rámci byly nadále součástí okresu Moravský Beroun.

### Od osvobození do současnosti
Po osvobození Československa se opětovně staly součástí země Moravskoslezské, v jejímž rámci byly nadále součástí politického okresu Moravský Beroun. Formálně byly nadále součástí soudního okresu Dvorce, avšak tento soudní okres podléhal nyní okresnímu soudu v Rýmařově, protože okresní soud ve Dvorcích byl zrušen. Zdejší německé obyvatelstvo potkal odsun a místo něho přišlo obyvatelstvo nové. V důsledku událostí z února 1948 byly na přelomu let 1948 a 1949 Medlice s Moravskou Hartou začleněny do nově vytvořeného okresu Vítkov v rámci nově zřízeného Ostravského kraje. Roku 1960 byly Medlice s Moravskou Hartou připojeny k Hořejším Kunčicím, k nimž byly zároveň připojeny i Kerhartice. Zároveň se změnila i okresní a krajská příslušnost a tyto dědiny byly nyní začleněny do okresu Opava v rámci nově zřízeného Severomoravského kraje. Z důvodu zřízení prvního pásma hygienické ochrany vodní nádrže Kružberk byly později téměř všechny domy (včetně obou vodních mlýnů) zbořeny a zbyl zde jen jeden dům, který má v současnosti číslo popisné 62. Silnice v osadě zůstaly beze zbytku zachovány, zatímco někdejší mlýnský náhon existuje již jen z malé části. Později byly u severovýchodního okraje Moravské Harty postaveny další dva domy, z nichž jeden (s evidenčním číslem 12) slouží jako rekreační objekt. Roku 1974 byly Hořejší Kunčice s Kerharticemi, Medlicemi a Moravskou Hartou připojeny k Jakartovicím. Moravská Harta nemá v současnosti status části obce, ani status základní sídelní jednotky (je součástí základní sídelní jednotky Medlice v rámci části Hořejší Kunčice), nicméně splňuje definici dříve oficiálního termínu místní část (urbanisticky oddělená část obce bez vlastní řady čísel popisných, ale s vlastním místopisným názvem).